# Li Hongzhang
Li Hongzhang (ur. 15 lutego 1823, zm. 7 listopada 1901) – chiński polityk, wojskowy i dyplomata, jedna z najważniejszych osobistości schyłkowego okresu Qing. Piastował urząd gubernatora generalnego stołecznej prowincji Zhili, określany też mianem wicekróla północnej części Chin.
Był protegowanym i współpracownikiem Zeng Guofana, wraz z nim brał udział w tłumieniu powstań tajpingów, a następnie Nian. Opowiadał się za reformą systemu panującego w Chinach, jednak selektywnie i w oparciu o dwór cesarski. W 1864 roku jako jeden z pierwszych przekonywał dwór, że plany wypędzenia cudzoziemców są nierealne, ich dominacja wynika z przewagi w uzbrojeniu, a Państwo Środka, chcąc odzyskać dawną potęgę, powinno zająć się przyswojeniem sobie najnowszych zdobyczy techniki i budową systemu edukacji. Tym samym, wraz z Zengiem, stał się jednym z patronów  ruchu na rzecz wzmocnienia państwa.
W latach 1870–1895 sprawował urząd gubernatora generalnego stołecznej prowincji Zhili, biorąc znaczny udział we wczesnej industrializacji kraju. W 1872 roku założył Kompanię Handlowej Żeglugi Parowej, otrzymującą subsydia na przewóz ryżu z delty Jangcy do Pekinu. W latach 80. nadzorował tworzenie nowoczesnej chińskiej floty, zakupując pierwsze krążowniki i sprowadzając brytyjskich doradców.
Starał się jak najszybciej zakończyć konflikt o Wietnam z Francją i negocjował pokój w czasie i po wojnie chińsko-francuskiej (1884-85). Po wybuchu w 1894 roku wojny chińsko-japońskiej próbował doprowadzić do jak najszybszego jej zakończenia, przekonując że zakończy się ona dotkliwą klęską. Jako dowódca floty został skierowany na front jako jeden z głównodowodzących wojsk chińskich. Po rozgromieniu chińskiej floty w bitwie u ujścia Jalu podpisał kończący wojnę traktat z Shimonoseki.
Podczas powstania bokserów wbrew rozkazom z Pekinu nie poparł rebelii. Po upadku powstania negocjował ze strony chińskiej podpisanie protokołu końcowego.